# Joseph Latimore
Pour les articles homonymes, voir Latimore.
Joseph Latimore est un acteur américain.

## Filmographie

### Au cinéma
- 1994 : Little Big League de Andrew Scheinman : Lonnie Ritter
- 1995 : Alerte ! (Outbreak) : Copilote de la Viper Two
- 1995 : Le Maître des illusions (Lord of Illusions) : Caspar Quaid
- 1995 : Le Diable en robe bleue (Devil in a Blue Dress) : Frank Green
- 1995 : Le Président et Miss Wade (The American President) : Secret Service Agent
- 1996 : Touche pas à mon périscope (Down Periscope) : Orlando Sonarman

### À la télévision
- 1992 : New York, police judiciaire (saison 3, épisode 2) : un policier
- 1996 : La Couleur du baseball (Soul of the Game) (TV) : Jesse Williams
- 1996 : Public Morals (série TV) : Darnell Ruggs
- 1998 : New York, police judiciaire (saison 9, épisode 8) : Ricky Crimmins
- 2001 : Semper Fi (TV)
- 2001 : New York, unité spéciale (saison 3, épisode 7) : détective Steve Nathan
- 2007 : New York, section criminelle (saison 6, épisode 14) : agent Ron Vann